# Potujoči cikloni
Potujoči cikloni, minimumi ali potujoče depresije so sklenjena območja skrajno nizkega zračnega pritiska, ki so vrtinčaste oblike. Ko je zračni pritisk nižji pomeni, da zrak pritiska na površje z manjšo silo. To se seveda zgodi, ko je zrak toplejši in lažji. Zatorej vemo, da nam potujoči cikloni prinašajo oblačno in deževno vreme. Nastajajo na območju polarne fronte, ki se nahaja okrog šestdesetega vzporednika. Polarna fronta je stična ploskev med toplimi in hladnimi zračnimi masami, ki pa ni ravna črta, temveč valovi. Najbolj izrazito valovi pozimi, zato se cikloni takrat najpogosteje pojavljajo. Ko se polarna fronta močno uviha potisne hladne zračne mase iz severa močno proti jugu, tople zračne mase iz juga pa močno proti severu. To privede do tega, da tam nastane ciklon v katerem se zračne mase vedno vrtijo v nasprotni smeri urinega kazalca. Potujoči cikloni nastajajo na vremenotvornih središčih od katerih je za Evropo najpomembnejši islandski minimum. Potujejo iz Z proti V zaradi zahodnih vetrov, ki pihajo na severni polobli od Z proti V. Torej jih zahodni vetrovi nad Evropo prinašajo iz Atlantskega Oceana.
POTEK CIKLONA
Vsak potujoči ciklon ima toplo in hladno fronto. Pri tem nad naše kraje najprej pride topla fronta, ki je položnejša, zato se zračne mase, ki jih zadene počasneje dvigajo, ohlajajo in kondenzirajo. To nam prinaša milejše padavine, ki običajno trajajo okrog enega tedna. Za toplo fronto pride hladna, ki je strmejša od tople, kar pomeni, da se na njej zračne mase dvigajo, ohlajajo in kondenzirajo hitreje, kar nam prinaša kratkotrajne, agresivnejše padavine. Ker je hladna fronta hitrejša, dohiti toplo to stanje imenujemo okluzija. Ko pride do okluzije je ciklona konec.eme.
Lahko se zgodi, da potuje več ciklonov en za drugim. Temu pravimo družine ciklonov, prinašajo pa dolgotrajnejše poslabšanje vremena.